# نیکولا ویچنتینو

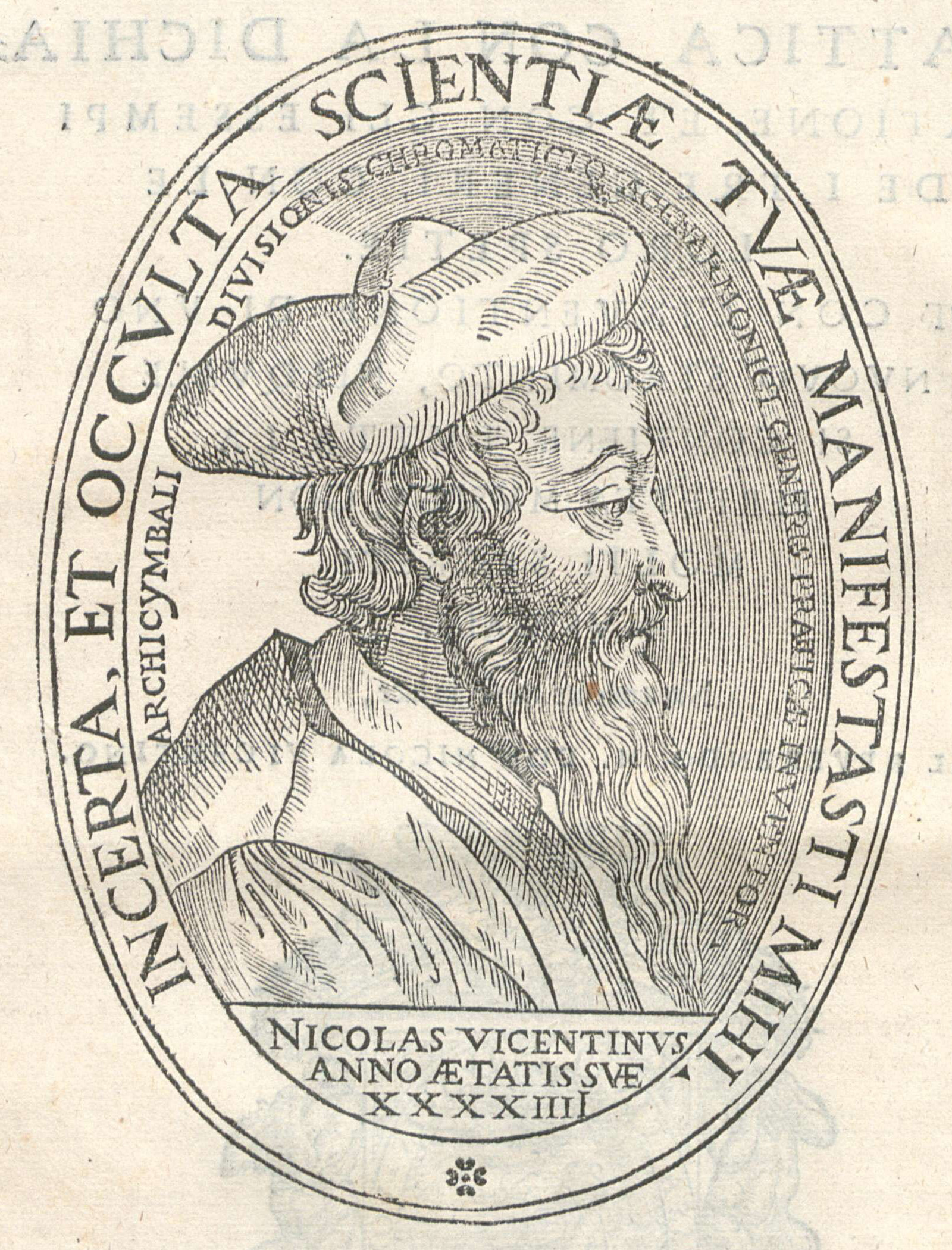
طرح‌نگارهٔ نیکولا ویچنتینو، موسیقی‌دان ایتالیایی

نیکولا ویچنتینو (انگلیسی: Nicola Vicentino) (زادهٔ ۱۵۱۱ – درگذشتهٔ ۱۵۷۵ یا ۱۵۷۶) نظریه‌پرداز و موسیقی‌دان اهل ایتالیا بود. از او می‌توان به‌عنوان یکی از آرمان‌گراترین موسیقی‌دانان زمان خودش نام برد. از جمله اختراعات او می‌توان به یک صفحه کلید دارای قابلیت اجرای موسیقی ریزپرده‌ای اشاره کرد.